# Saint-Jean-des-Baisants
Saint-Jean-des-Baisants ist eine Ortschaft und eine Commune déléguée in der Gemeinde Saint-Jean-d’Elle mit 1.298 Einwohnern (Stand 1. Januar 2022) im Département Manche in der Normandie. Seit dem 1. Januar 2016 gehört sie zur Gemeinde Saint-Jean-d’Elle. Die Einwohner werden Saint-Jeannais genannt.

## Geografie
Saint-Jean-des-Baisants liegt etwa acht Kilometer ostsüdöstlich von Saint-Lô.
Nachbarorte sind
- La Barre-de-Semilly im Nordwesten,
- Saint-Pierre-de-Semilly im Norden,
- Saint-Jean-d’Elle mit Notre-Dame-d’Elle im Nordosten, Rouxeville im Osten, Précorbin im Südosten,
- Saint-Amand-Villages mit Saint-Amand im Süden,
- Condé-sur-Vire im Südwesten.

## Sehenswürdigkeiten
- Kirche Saint-Jean-Baptiste, Monument historique

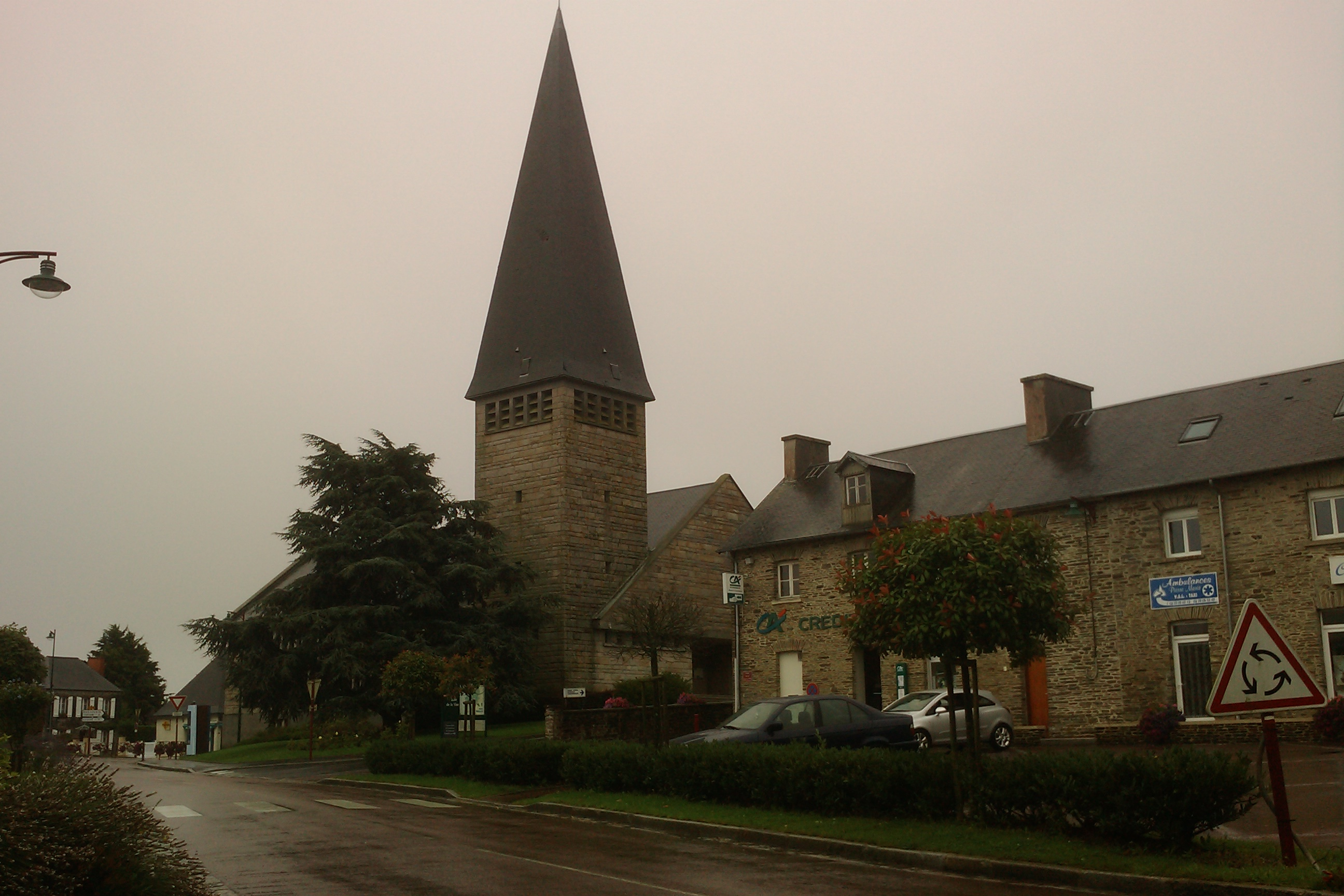
Kirche Saint-Jean-Baptiste

- Kapelle Saint-Pierre